# 二色図
二色図（2色図、にしょくず、英: two-color diagram、color-color diagram）とは、縦軸と横軸に2組の異なる色指数をとって、2つの色指数の間の関係性を点や曲線で示した図である。天文学などにおいて天体の特徴をとらえるために用いられ、二色図上の位置から推測した特徴に基づいた、天体の分類や、宇宙空間における減光の見積もり、特異な色を持つ天体の捜索などに利用される。

## 起源

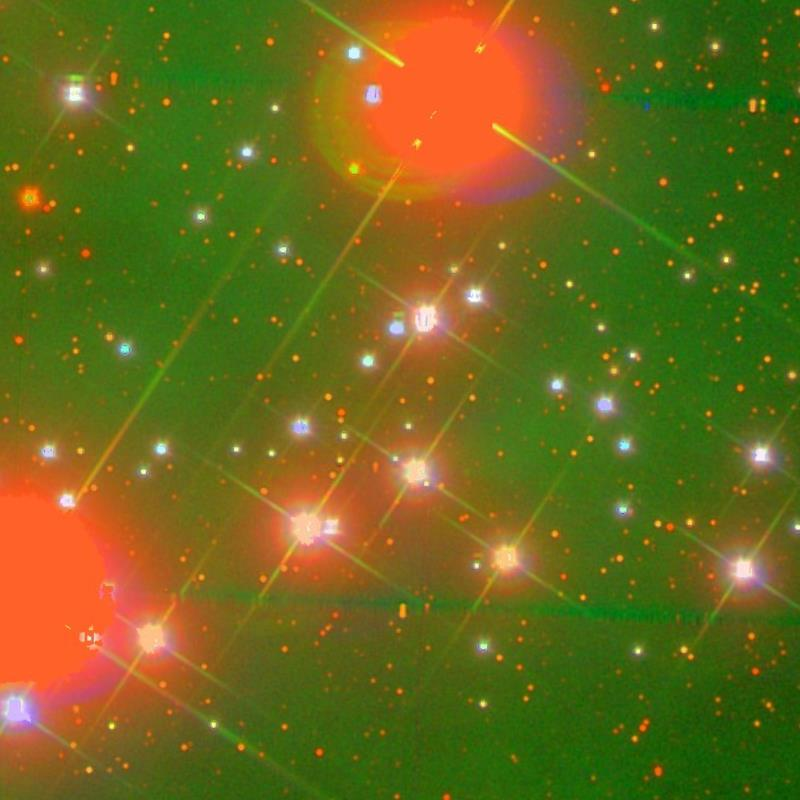
散開星団NGC 6910（スローン・デジタル・スカイサーベイ第14次データ公開より）

二色図は、ドイツの天文学者ヴィルヘルム・ベッカーが1942年に使ったのがはじまりといわれる。ベッカーは、散開星団NGC 6910に属する恒星のスペクトル型を、3つの波長域で測光して得た明るさから近似的に求める方法として、このような図を考え出した。

## 基礎
恒星の放射スペクトルは、黒体放射のスペクトルとよく似ており、実際、恒星のスペクトルを恒星表面の有効温度で計算した黒体放射スペクトルで近似することは多い。黒体放射スペクトルは、プランク関数で表され、その輪郭は温度一つで決まり、温度が上がる程青く、つまり短い波長の光が強くなってゆく。そのため、恒星の色からは恒星の温度についての情報を得ることが期待され、例えば青い恒星は赤い恒星より高温であることが予測される。
恒星の温度を見積もる上で、良い指標となるのが、2つの異なる波長帯での等級の差をとった色指数である。色指数は等級間の減算であるので、色指数の単位もまた等級であり、等級は恒星の放射エネルギーフラックスの対数をとるので、等級差は放射エネルギーフラックスの比を与えることになる。比をとることで、温度によって大きく異なる黒体放射の絶対的な強度や、光源までの距離は打ち消し合い、それらに依存しない指標とすることができる。

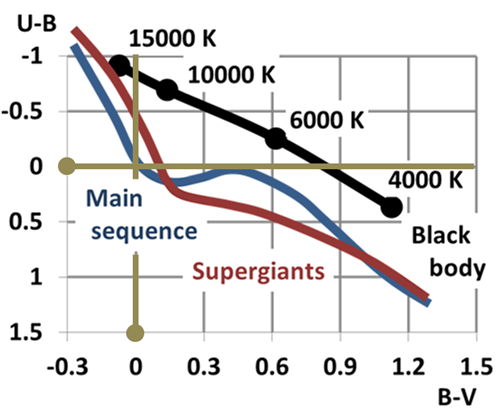
UBV二色図上に、有効温度ごとの黒体、主系列星、超巨星の分布を示したもの。恒星は、B-Vが同じ黒体に比べ、紫外線放射が弱い。

色指数としてよく用いられるのは、可視光域であれば例えばジョンソン・システムのU-B、B-Vである。縦軸にU-B、横軸にB-Vをとった二色図に、理論的な黒体放射と、観測された恒星の色指数を図示すると、同じような傾向を示し、B-Vの一部の範囲に対応するU-Bの値は似ているが、全体として恒星の曲線は、直線的な黒体放射の線からずれる。このずれは、恒星大気に含まれる元素の吸収線などがあることが影響しており、特にずれが大きい部分は水素のバルマー系列における連続的な吸収によるバルマー不連続の効果が強く現れている。

## 応用

### 赤化補正
色指数は、距離には依存しないが、星間物質による吸収を受けることで赤化する。二色図上での位置が、星間赤化によってどのように変化するかは、星間吸収の法則から与えられ、二色図上に赤化ベクトルとして表すことができる。赤化ベクトルを用いて二色図上でデータ点を平行移動させると、観測された色指数から恒星の真の色指数を推定することができ、真の表面温度への換算が可能となる。
一般的な星間空間とは異なる分子雲などに対しては、その領域内の恒星を多数観測して二色図上の分布を調べ、既知の恒星の分布と照らし合わせることで赤化ベクトルを求め、その傾きから分子雲の減光則に迫る、といった応用も考えられる。

### 色選択
二色図は、観測された天体の種類を判別する手段としても、よく用いられる。天体の種類を特定するには、分光観測によって詳細なスペクトルを得ることが最も確実だが、分光観測はたいへんに時間と手間がかかる。そこで、測光観測によって得た色指数の特徴から天体の種類に見当をつけ、候補天体を選抜する色選択と呼ばれる手法がとられ、色指数の特徴を調べるために二色図が使われる。
一つのスペクトルから、二色図上の位置は一意に決まり、似たようなスペクトルを示す同種の天体であれば、二色図上で同じような領域を占める。赤化ベクトルに沿って移動することはあるが、赤化ベクトルと全く異なる方向にずれる場合、天体の物理的特徴が異なる、別種の天体である可能性が高い。

#### 若い星
二色図は若い星の捜索と、その進化段階を色選択する上で有用な手段である。近赤外線から中間赤外線の波長帯による観測から作成した二色図上では、前主系列段階の星の、塵しかみえない原始星候補（クラス0）、星周塵の外層が豊富な原始星（クラスI）、進化中の星と星周円盤からなる古典的Tタウリ型星（クラスII）、ほぼ主系列段階に達している弱輝線Tタウリ型星（クラスIII）が、クラス毎に分布傾向を変える。クラス0は低温過ぎて赤外線の二色図には現れず、クラスIからクラスIIIにかけては、分布が青い（高温の）方へと遷移してゆく。この特徴を利用して、各進化段階の天体候補を推定することができる。

#### 活動銀河核
活動銀河核（AGN）は、可視域の二色図でその候補を抜き出す色選択の手法が、古くから用いられている。AGNの二色図上での分布は、主系列星のそれと比べると、黒体放射の分布により近く、紫外域が恒星よりも明るいという特徴を示す。この傾向を利用して、AGNの候補天体を抜き出すことができる。後には、中間赤外線や近赤外線の二色図も利用されるようになり、赤方偏移によって赤外域の方が明るくなるような遠方のAGNの色選択にも対応できるようになっている。

#### 高赤方偏移銀河・クェーサー
高赤方偏移の銀河（ライマンブレイク銀河）やクェーサーの候補天体を探すのにも、二色図は一般的に用いられる。どの波長帯の色指数を使うかは、探したい赤方偏移の範囲によって変わる。2組の色指数の一方を求めるのに使う二つの波長帯の間に、赤方偏移してきた水素のライマン系列による連続的な吸収の境界となるライマン端（ライマンブレイク）が挟まれるようにすることで、一方の色指数だけが大きく（赤く）なることを利用して、候補天体を選び出す。